# Stazione meteorologica di Lanzada
La stazione meteorologica di Lanzada è la stazione meteorologica di riferimento relativa alla località di Lanzada.

## Coordinate geografiche
La stazione meteorologica è situata nell'Italia nord-occidentale, in Lombardia, in provincia di Sondrio, nel comune di Lanzada, a 983 metri s.l.m. e alle coordinate geografiche 46°18′N 9°51′E.

## Dati climatologici
Secondo i dati medi del trentennio 1961-1990, la temperatura media del mese più freddo, gennaio, si attesta ai -3,7 °C, mentre quella del mese più caldo, luglio, è di +16,0 °C .
| LANZADA            | Mesi | Mesi | Mesi | Mesi | Mesi | Mesi | Mesi | Mesi | Mesi | Mesi | Mesi | Mesi | Stagioni | Stagioni | Stagioni | Stagioni | Anno |
| LANZADA            | Gen  | Feb  | Mar  | Apr  | Mag  | Giu  | Lug  | Ago  | Set  | Ott  | Nov  | Dic  | Inv      | Pri      | Est      | Aut      | Anno |
| ------------------ | ---- | ---- | ---- | ---- | ---- | ---- | ---- | ---- | ---- | ---- | ---- | ---- | -------- | -------- | -------- | -------- | ---- |
| T. max. media (°C) | −1,3 | 2,6  | 5,8  | 9,1  | 13,1 | 18,7 | 21,9 | 20,7 | 16,9 | 11,5 | 4,8  | −0,8 | 0,2      | 9,3      | 20,4     | 11,1     | 10,3 |
| T. min. media (°C) | −6,0 | −4,7 | −1,4 | 2,4  | 5,6  | 8,7  | 10,2 | 9,9  | 8,1  | 3,9  | −0,5 | −4,8 | −5,2     | 2,2      | 9,6      | 3,8      | 2,6  |